# Begonia didyma
Espèce
Begonia didyma est une espèce de plantes de la famille des Begoniaceae.
Elle a été décrite en 2009 par Daniel C. Thomas et Wisnu H. Ardi.